# شتيفان مالز
شتيفان مالز (بالألمانية: Stefan Malz)‏ (15 يونيو 1972 بلودفيغسهافن في ألمانيا - ) هو لاعب كرة قدم ألماني في مركز الدفاع. لعب مع دارمشتات 98 وميونخ 1860 ونادي أرسنال ونادي كايزرسلاوترن وArminia Ludwigshafen ‏ ونادي أوغيرسهايم ‏ ونادي مانهايم ‏.

## وصلات خارجية
- ستيفان مالز على موقع قاعدة بيانات كرة القدم.إي يو (الإنجليزية)
- ستيفان مالز على موقع Soccerbase.com (لاعب) (الإنجليزية)
- ستيفان مالز على موقع عالم كرة القدم.نت (الإنجليزية)